# Bawełnicowate
Bawełnicowate (Eriosomatidae syn. Pemphigidae) – rodzina owadów zaliczana do mszyc.
Imagines bawełnicowatych mają uwstecznione narządy gębowe, jelita, a często także syfony. Ciało bawełnicowatych jest często pokryte białą, woskowatą wydzieliną. Rozmnażanie dzieworodne lub przemiana pokoleń płciowych i dzieworodnych. Podobnie jak inne mszyce bawełnicowate żywią się sokiem wysysanym z liści i pędów roślin.